# Comtat de Bordeus

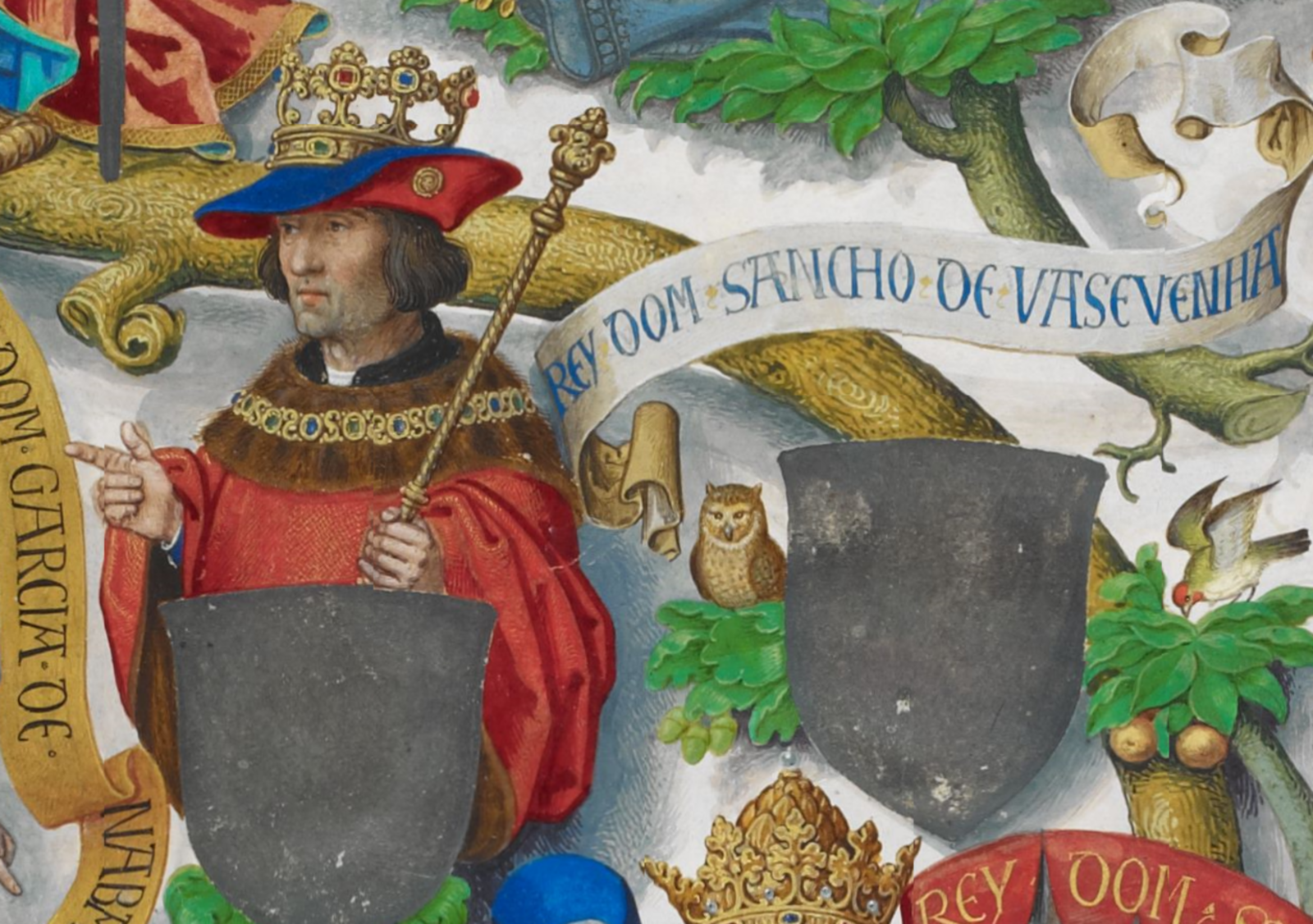
Sanç V Guillem de Gascunya.

El comtat de Bordeus fou una jurisdicció feudal d'Aquitània i Gascunya centrada a la ciutat de Bordeus.
A finals del segle viii fou nomenat comte Seguí. També s'esmenta un comte Garachar. Se suposa que Seguí pogués ser Ximin o Ximinis, germà gran del duc Sanç I de Gascunya, que probablement rebé el comtat de Bordeus en compensació per la seva preterició en la successió, i que es va revoltar el 812, sens dubte amb forta repercussió a Pamplona, o, a l'inrevés, a causa de la revolució a Pamplona, i va actuar com a duc fins al 816 en què va entrar Garachar (cal descartar la identificació de Garachar amb Garcimir, un personatge creat per l'apòcrifa carta d'Alaó. El comtat de Bordeus degué passar després a un altre Ximin o Seguí (Sigwinus) possible fill de Ximin, que va morir el 845. Va seguir més o menys vinculat a la casa ducal de Gascunya (Sanç II, Arnau, Sanç III Mitarra, Garcia I el corb, Sanç IV) en un període en què la ciutat fou freqüent víctima dels atacs vikings. Amb el duc Guillem I, titulat també comte de Bordeus (977-997) potser va ser el germà Sanç V qui va portar el comtat, que després sembla que va anar al fill de Guillem I, Bernat (997-1010) i al fill d'aquest, Guillem II (1010-1027) i a l'oncle (germà de Bernat) Sanç VI 1027-1032. Llavors el va heretar el seu nebot Odó de Poitiers, comte de Bordeus i duc de Gascunya, fill de sa germana Brisca i de Guillem de Poitiers. Odó va morir el 1040 i la successió va passar a Bernat Tumapaler, comte d'Armanyac, net de Brisca de Gascunya per línia materna (Adalaïs, filla de Guillem i que hauria de ser per tant també filla de Brisca) i, per tant, el descendent més directe de Guillem I segons el costum de l'època. Però el germanastre d'Odó, Guiu Jofré de Poitiers, duc d'Aquitània, reclamà la successió i s'apoderà del comtat de Bordeus vers el 1044 i finalment, després de guanyar la batalla de La Castella el 1063, deix a Bernat només les terres d'Armanyac i Fesenzac. Des de llavors el comtat va quedar vinculat al de Poitou o Poitiers.

## Llista de comtes
- Ximin o Seguí I 778/781- vers 816
- Garachar o Garcimir vers 816-?
- Ximin o Seguí II (Sigwinus) ? - 845/846
- Sanç II vers 845-864
- Arnau 864-872
- Sanç III Mitarra 872-893
- Garcia I el Corb 893-926
- Sanç IV 926-977
- Guillem I 977-997
- Bernat I 997-1009
- Guillem II 997-1027
- Sanç V 1027-1032
- Odó de Poitiers 1032-1040 (comte de Poitiers)
- Bernat Tumapaler 1040-1044 (comte d'Armanyac)
- Al comtat de Poitiers